# 숭산초등학교
숭산초등학교는 대한민국 경상북도 칠곡군에 있는 초등학교이다.

## 학교 연혁
- 1949년 9월 26일 숭산국민학교로 개교
- 1981년 3월 1일 숭산초등학교 병설유치원 개원
- 1993년 2월 10일 급식학교 지원 (급식소 1동 준공)
- 1996년 3월 1일 숭산초등학교로 개명
- 2001년 10월 26일 경상북도 칠곡교육청 지정 재량활동 시범운영 보고회
- 2009년 3월 1일 특수학급 신설
- 2013년 2월 15일 제32회 병설유치원 졸업 및 수료(총 500명)
- 2013년 2월 19일 제59회 졸업식 (졸업생 수 9명, 누계 2,159명)
- 2013년 3월 1일 초등 6학급(특수1), 유치원 1학급 편성
- 2014년 2월 14일 제33회 병설유치원 졸업 및 수료(총 513명)
- 2014년 2월 18일 제60회 졸업식 (졸업생 수 7명, 누계 2,166명)
- 2014년 3월 1일 초등 6학급(특수1), 유치원 1학급 편성
- 2014년 3월 1일 제26대 장영광 교장 취임